# 3810 Aoraki
3810 Aoraki eller 1985 DX är en asteroid i huvudbältet som upptäcktes den 20 februari 1985 av det nyzeeländska astronomparet Pamela M. Kilmartin och Alan C. Gilmore vid Mount John University Observatory. Den är uppkallad efter Nya Zeelands högsta berg Aoraki/Mount Cook.
Asteroiden har en diameter på ungefär 5 kilometer.